# Liste des distinctions de Miley Cyrus
Voici la liste de quelques distinctions de l'actrice, chanteuse et auteure-compositrice-interprète américaine Miley Cyrus.

## Grammy Awards
| Année | Nomination | Prix                            | Résultat   | Réf.  |
| ----- | ---------- | ------------------------------- | ---------- | ----- |
| 2015  | Bangerz    | Meilleur album pop instrumental | Nomination | [ 1 ] |
| 2024  | Flowers    | Enregistrement de l'année       | Lauréat    |       |
| 2024  | Flowers    | Meilleure prestation pop solo   | Lauréat    |       |

## American Music Awards
| Année | Nomination              | Prix                      | Résultat   | Réf.  |
| ----- | ----------------------- | ------------------------- | ---------- | ----- |
| 2009  | Hannah Montana, le film | Meilleure bande originale | Nomination | [ 2 ] |
| 2009  | Hannah Montana 3        | Meilleure bande originale | Nomination | [ 2 ] |

## ASCAP Pop Music Awards
| Année | Nomination | Prix                  | Résultat | Réf.  |
| ----- | ---------- | --------------------- | -------- | ----- |
| 2010  | The Climb  | Chanson la plus jouée | Lauréat  | [ 3 ] |

## Bambi Awards
| Année | Nomination | Prix                               | Résultat | Réf.  |
| ----- | ---------- | ---------------------------------- | -------- | ----- |
| 2013  | elle-même  | Meilleur artiste pop international | Lauréat  | [ 4 ] |

## Billboardawards

### Billboard Music Awards
| Année | Nomination    | Prix                            | Résultat   | Réf.  |
| ----- | ------------- | ------------------------------- | ---------- | ----- |
| 2014  | elle-même     | Artiste de l'année              | Nomination | [ 5 ] |
| 2014  | elle-même     | Top artiste féminine            | Nomination | [ 5 ] |
| 2014  | elle-même     | Top Hot 100 Artist              | Nomination | [ 5 ] |
| 2014  | elle-même     | Mejor Artista del Digital Songs | Nomination | [ 5 ] |
| 2014  | elle-même     | Top Social Artist               | Nomination | [ 5 ] |
| 2014  | elle-même     | Top Streaming Artist            | Lauréat    | [ 5 ] |
| 2014  | Wrecking Ball | Top Hot 100 Song                | Nomination | [ 5 ] |
| 2014  | Wrecking Ball | Top Streaming Song (Video)      | Lauréat    | [ 5 ] |
| 2014  | We Can't Stop | Top Streaming Song (Video)      | Nomination | [ 5 ] |

### Billboard Touring Awards
| Année | Nomination | Prix             | Résultat | Réf.  |
| ----- | ---------- | ---------------- | -------- | ----- |
| 2008  | elle-même  | Breakthrough Act | Lauréat  | [ 6 ] |

## Bravo Otto
| Année | Nomination | Prix                                 | Résultat | Réf.  |
| ----- | ---------- | ------------------------------------ | -------- | ----- |
| 2009  | elle-même  | Actrive TV préférée — Gold Otto      | Lauréat  | [ 7 ] |
| 2009  | elle-même  | Chanteuse préféré — Silver Otto      | Lauréat  | [ 7 ] |
| 2010  | elle-même  | Meilleure star d'un film — Gold Otto | Lauréat  | [ 7 ] |

## British Academy Children's Awards
| Année | Nomination     | Prix                    | Résultat | Réf.  |
| ----- | -------------- | ----------------------- | -------- | ----- |
| 2008  | Hannah Montana | Kids' Vote - Television | Lauréat  | [ 8 ] |
| 2009  | Hannah Montana | Kids' Vote - Television | Lauréat  | [ 9 ] |

## Broadcast Film Critics Association Awards
| Année | Nomination           | Prix              | Résultat   | Réf.   |
| ----- | -------------------- | ----------------- | ---------- | ------ |
| 2008  | I Thought I Lost You | Meilleure chanson | Nomination | [ 10 ] |

## Capricho Awards
| Année | Nomination          | Prix                                                           | Résultat   |        |
| ----- | ------------------- | -------------------------------------------------------------- | ---------- | ------ |
| 2010  | Hannah Montana      | Meilleure série                                                | Nomination | [ 11 ] |
| 2010  | elle-même           | Meilleure artiste international                                | Nomination | [ 11 ] |
| 2010  | Party in the U.S.A. | International Music                                            | Nomination | [ 11 ] |
| 2010  | elle-même           | Meilleur baiser (avec Liam Hemsworth pour La Dernière Chanson) | Nomination | [ 11 ] |
| 2010  | elle-même           | Diva de l'année                                                | Nomination | [ 11 ] |
| 2010  | elle-même           | Meilleure couverture de CH                                     | Nomination | [ 11 ] |
| 2013  | elle-même           | Bapho de l'année                                               | Nomination | [ 12 ] |

## Do Something Awards
| Année | Nomination | Prix    | Résultat   | Réf.   |
| ----- | ---------- | ------- | ---------- | ------ |
| 2012  | elle-même  | Twitter | Nomination | [ 13 ] |

## Emmy Awards
| Année | Nomination     | Prix                           | Résultat   | Réf.   |
| ----- | -------------- | ------------------------------ | ---------- | ------ |
| 2007  | Hannah Montana | Outstanding Children's Program | Nomination | [ 14 ] |
| 2008  | Hannah Montana | Outstanding Children's Program | Nomination | [ 15 ] |
| 2009  | Hannah Montana | Outstanding Children's Program | Nomination | [ 16 ] |
| 2010  | Hannah Montana | Outstanding Children's Program | Nomination | [ 17 ] |

## Golden Globes
| Année | Nomination           | Prix                        | Résultat   | Réf.  |
| ----- | -------------------- | --------------------------- | ---------- | ----- |
| 2008  | I Thought I Lost You | Meilleure chanson originale | Nomination | [ 7 ] |

## Gracie Allen Awards
| Année | Nomination     | Prix                                       | Résultat |       |
| ----- | -------------- | ------------------------------------------ | -------- | ----- |
| 2008  | Hannah Montana | Outstanding Female Lead in a Comedy Series | Lauréat  | [ 7 ] |
| 2009  | Hannah Montana | Outstanding Female Lead in a Comedy Series | Lauréat  | [ 7 ] |

## iHeartRadio Music Awards
| Année | Nomination    | Prix                    | Résultat   |        |
| ----- | ------------- | ----------------------- | ---------- | ------ |
| 2014  | Smilers       | Meilleure armée de fans | Nomination | [ 18 ] |
| 2014  | Wrecking Ball | Meilleurs paroles       | Lauréat    | [ 19 ] |

## Kids' Choice Awards

### Nickelodeon Kids' Choice Awards
| Année | Nomination          | Prix                                                | Résultat   | Réf.   |
| ----- | ------------------- | --------------------------------------------------- | ---------- | ------ |
| 2007  | Hannah Montana      | Actrice TV préféré                                  | Lauréat    | [ 7 ]  |
| 2008  | Hannah Montana      | Actrice TV préféré                                  | Lauréat    | [ 7 ]  |
| 2008  | elle-même           | Meilleure artiste féminine                          | Lauréat    | [ 7 ]  |
| 2009  | elle-même           | Meilleure artiste féminine                          | Lauréat    | [ 7 ]  |
| 2009  | elle-même           | Meilleure voix pour un film d'animation (pour Bolt) | Nomination | [ 7 ]  |
| 2009  | Hannah Montana      | Actrice TV préférée                                 | Nomination | [ 7 ]  |
| 2010  | Hannah Montana      | Actrice TV préféré                                  | Nomination | [ 7 ]  |
| 2010  | Party in the U.S.A. | Meilleure chanson                                   | Nomination | [ 7 ]  |
| 2010  | elle-même           | Actrice de film préféré                             | Lauréat    | [ 7 ]  |
| 2010  | elle-même           | Meilleure artiste féminine                          | Nomination | [ 7 ]  |
| 2011  | elle-même           | Meilleure artiste féminine                          | Nomination | [ 7 ]  |
| 2011  | Hannah Montana      | Meilleure artiste féminine                          | Nomination | [ 7 ]  |
| 2011  | elle-même           | Actrice de film préféré                             | Lauréat    | [ 7 ]  |
| 2014  | Wrecking Ball       | Meilleure chanson                                   | Nomination | [ 20 ] |

### Nickelodeon Australian Kids' Choice Awards
| Année | Nomination          | Prix                             | Résultat   | Réf.  |
| ----- | ------------------- | -------------------------------- | ---------- | ----- |
| 2008  | elle-même           | Meilleure artiste internationale | Lauréat    | [ 7 ] |
| 2008  | elle-même           | Meilleure star TV internationale | Lauréat    | [ 7 ] |
| 2009  | elle-même           | Meilleure star TV internationale | Nomination | [ 7 ] |
| 2009  | elle-même           | Meilleure artiste internationale | Nomination | [ 7 ] |
| 2010  | La Dernière Chanson | Star de film préféré             | Lauréat    | [ 7 ] |
| 2010  | La Dernière Chanson | Meilleur baiser                  | Lauréat    | [ 7 ] |
| 2010  | elle-même           | Couple le plus mignon            | Nomination | [ 7 ] |

### Nickelodeon UK Kids' Choice Awards
| Année | Nomination     | Prix                     | Résultat   | Réf.  |
| ----- | -------------- | ------------------------ | ---------- | ----- |
| 2007  | Hannah Montana | Meilleur artiste TV      | Nomination | [ 7 ] |
| 2008  | Hannah Montana | Star TV féminine préféré | Lauréat    | [ 7 ] |

### Make-a-Wish Foundation
| Année | Nomination | Prix          | Résultat |
| ----- | ---------- | ------------- | -------- |
| 2012  | elle-même  | Special Award | Lauréat  |

## MTV Awards

### MTV Africa Music Awards
| Année | Nomination | Prix                   | Résultat   | Réf.   |
| ----- | ---------- | ---------------------- | ---------- | ------ |
| 2014  | elle-même  | Best International Act | Nomination | [ 22 ] |

### MTV Italian Music Awards
| Année | Nomination      | Prix             | Résultat   | Réf.   |
| ----- | --------------- | ---------------- | ---------- | ------ |
| 2014  | "Wrecking Ball" | Meilleur clip    | Nomination | [ 23 ] |
| 2014  | elle-même       | Meilleur artiste | Nomination | [ 23 ] |
| 2014  | elle-même       | Meilleur Twitter | Nomination | [ 23 ] |

### MTV Millennial Awards
| Année | Nomination | Prix                  | Résultat | Réf.   |
| ----- | ---------- | --------------------- | -------- | ------ |
| 2014  | elle-même  | Global Instagram Star | Lauréat  | [ 24 ] |

### MTV Movie Awards
| Année | Nomination              | Prix                            | Résultat   | Réf.  |
| ----- | ----------------------- | ------------------------------- | ---------- | ----- |
| 2009  | The Climb               | Meilleure chanson d'un film     | Lauréat    | [ 7 ] |
| 2009  | Hannah Montana, le film | Breakthrough Performance Female | Nomination | [ 7 ] |

### MTV Video Music Awards
| Année | Nomination    | Prix                                   | Résultat   | Réf.   |
| ----- | ------------- | -------------------------------------- | ---------- | ------ |
| 2008  | "7 Things     | Meilleure nouvelle artiste             | Nomination | [ 7 ]  |
| 2009  | "7 Things     | Best Editing                           | Nomination | [ 7 ]  |
| 2013  | We Can't Stop | Best Editing                           | Nomination | [ 7 ]  |
| 2013  | We Can't Stop | Meilleur clip vidéo                    | Nomination | [ 7 ]  |
| 2013  | We Can't Stop | Meilleur clip par une artiste féminine | Nomination | [ 7 ]  |
| 2013  | We Can't Stop | Meilleure chanson de l'été             | Nomination | [ 7 ]  |
| 2014  | Wrecking Ball | Clip de l'année                        | Lauréat    | [ 25 ] |
| 2014  | Wrecking Ball | Meilleure direction                    | Nomination | [ 26 ] |

### MTV Video Music Awards Japan
| Année | Nomination               | Prix                                   | Résultat   | Réf.   |
| ----- | ------------------------ | -------------------------------------- | ---------- | ------ |
| 2014  | We Can't Stop            | Meilleur clip d'une artiste féminine   | Lauréat    | [ 27 ] |
| 2014  | Ashtrays and Heartbreaks | Meilleur clip reggae (avec Snoop Dogg) | Nomination | [ 28 ] |

### Los Premios MTV Latinoamérica
| Year | Recipient | Category                        | Result     | Réf.  |
| ---- | --------- | ------------------------------- | ---------- | ----- |
| 2009 | elle-même | Fashionista Award — Female      | Nomination | [ 7 ] |
| 2009 | Herself   | Best Pop Artist — International | Nomination | [ 7 ] |

### MTV Europe Music Awards
| Année | Nomination    | Prix                       | Résultat   | Réf.   |
| ----- | ------------- | -------------------------- | ---------- | ------ |
| 2008  | Elle-même     | Meilleure nouvelle artiste | Nomination | [ 7 ]  |
| 2010  | Elle-même     | Meilleure artiste féminine | Nomination | [ 7 ]  |
| 2010  | Elle-même     | Meilleure artiste pop      | Nomination | [ 7 ]  |
| 2013  | Elle-même     | Meilleure artiste pop      | Nomination | [ 29 ] |
| 2013  | Elle-même     | Meilleure artiste féminine | Nomination | [ 29 ] |
| 2013  | Elle-même     | Best US Act                | Lauréat    | [ 29 ] |
| 2013  | Elle-même     | Best North America Act     | Nomination | [ 7 ]  |
| 2013  | Wrecking Ball | Meilleur clip              | Lauréat    | [ 29 ] |
| 2014  | Elle-même     | Meilleure artiste pop      | Nomination | [ 30 ] |

## MuchMusic Video Awards

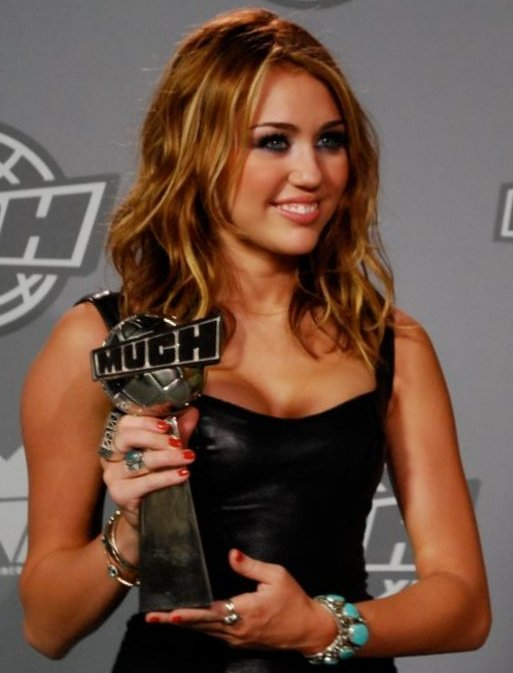
Cyrus aux MuchMusic Video Awards 2010.

| Année | Nomination          | Prix                                     | Résultat   | Réf.   |
| ----- | ------------------- | ---------------------------------------- | ---------- | ------ |
| 2008  | Start All Over      | Meilleur clip d'un artiste international | Nomination | [ 31 ] |
| 2009  | The Climb           | Meilleur clip d'un artiste international | Nomination | [ 7 ]  |
| 2010  | Party in the U.S.A. | Meilleur clip d'un artiste international | Lauréat    | [ 7 ]  |
| 2010  | Party in the U.S.A. | UR Fave: International Video             | Nomination | [ 7 ]  |
| 2014  | elle-même           | Artiste/groupe international             | Nomination | [ 32 ] |
| 2014  | Wrecking Ball       | Meilleur clip d'un artiste international | Nomination | [ 33 ] |

## MYX Music Awards
| Année | Nomination    | Prix                                     | Résultat   | Réf.   |
| ----- | ------------- | ---------------------------------------- | ---------- | ------ |
| 2009  | 7 Things      | Meilleur clip d'un artiste international | Nomination | [ 7 ]  |
| 2010  | The Climb     | Meilleur clip d'un artiste international | Nomination | [ 7 ]  |
| 2014  | Wrecking Ball | Meilleur clip d'un artiste international | Nomination | [ 34 ] |

## NRJ Music Awards
| Année | Nomination    | Prix                                       | Résultat   | Réf.  |
| ----- | ------------- | ------------------------------------------ | ---------- | ----- |
| 2013  | Elle-même     | Artiste féminine internationale            | Nomination | [ 7 ] |
| 2013  | Wrecking Ball | Clip de l'année                            | Nomination | [ 7 ] |
| 2017  | Elle-même     | Artiste féminine internationale            | Nomination |       |
| 2020  | Elle-même     | Artiste féminine internationale de l'année | Nomination |       |
| 2023  | Elle-même     | Artiste féminine internationale de l'année | Nomination |       |
| 2023  | Flowers       | Chanson internationale de l'année          | Lauréat    |       |
| 2023  | Flowers       | Clip international de l'année              | Lauréat    |       |

## People's Choice Awards
| Année | Nomination    | Prix                       | Résultat   |       |
| ----- | ------------- | -------------------------- | ---------- | ----- |
| 2010  | elle-même     | Meilleure nouvelle actrice | Lauréat    | [ 7 ] |
| 2010  | elle-même     | Meilleur célébrité du web  | Nomination | [ 7 ] |
| 2014  | Bangerz       | Meilleur album             | Nomination | [ 7 ] |
| 2014  | Wrecking Ball | Meilleur clip              | Nomination | [ 7 ] |

## Radio Disney Music Awards
| Année | Nomination              | Prix                                                   | Résultat | Réf.   |
| ----- | ----------------------- | ------------------------------------------------------ | -------- | ------ |
| 2006  | The Best of Both Worlds | Meilleure chanson                                      | Lauréat  | [ 35 ] |
| 2006  | elle-même               | Meilleure nouvelle artiste                             | Lauréat  | [ 35 ] |
| 2006  | elle-même               | Meilleure artiste féminine                             | Lauréat  | [ 35 ] |
| 2006  | I Got Nerve             | Meilleur chanson à écouter pour être prêt pour l'école | Lauréat  | [ 35 ] |
| 2006  | elle-même               | Meilleure actrice TV qui chante                        | Lauréat  | [ 35 ] |
| 2006  | elle-même               | Chanteuse la plus stylée                               | Lauréat  | [ 35 ] |
| 2006  | The Best of Both Worlds | Meilleure chanson à mettre en boucle                   | Lauréat  | [ 35 ] |

## Teen Choice Awards
| Year | Recipient               | Category                               | Result     | Réf.   |
| ---- | ----------------------- | -------------------------------------- | ---------- | ------ |
| 2006 | elle-même               | Meilleure nouvelle actrice             | Nomination |        |
| 2007 | Hannah Montana          | Meilleure série comique                | Lauréat    | [ 36 ] |
| 2007 | elle-même               | Meilleure actrice dans une comédie     | Lauréat    | [ 36 ] |
| 2008 | Hannah Montana          | Meilleure actrice dans une comédie     | Lauréat    | [ 7 ]  |
| 2008 | elle-même               | Meilleure artiste féminine             | Lauréat    | [ 7 ]  |
| 2008 | Smilers                 | Meilleurs fans                         | Nomination | [ 7 ]  |
| 2008 | See You Again           | Meilleur single                        | Nomination | [ 7 ]  |
| 2008 | 7 Things                | Meilleure chanson de l'été             | Nomination | [ 7 ]  |
| 2009 | Before the Storm        | Meilleure chanson de l'été             | Lauréat    | [ 7 ]  |
| 2009 | elle-même               | Meilleure artiste féminine             | Nomination | [ 7 ]  |
| 2009 | Hannah Montana          | Meilleure actrice dans une comédie     | Lauréat    | [ 7 ]  |
| 2009 | Hannah Montana, le film | Choice Movie: Liplock                  | Nomination | [ 7 ]  |
| 2009 | Hannah Montana, le film | Choice Movie Actress: Music/Dance      | Lauréat    | [ 7 ]  |
| 2009 | Hannah Montana, le film | Choice Movie Hissy Fit                 | Lauréat    | [ 7 ]  |
| 2009 | elle-même               | Female Hottie                          | Nomination | [ 7 ]  |
| 2009 | elle-même               | Choice Celebrity Dancer: Female        | Nomination | [ 7 ]  |
| 2009 | elle-même               | Choice Red Carpet Icon: Female         | Nomination | [ 7 ]  |
| 2009 | The Climb               | Choice Music: Single                   | Lauréat    | [ 7 ]  |
| 2010 | La Dernière Chanson     | Choice Movie Actress: Drama            | Lauréat    | [ 7 ]  |
| 2010 | La Dernière Chanson     | Choice Movie: Chemistry                | Nomination | [ 7 ]  |
| 2010 | La Dernière Chanson     | Choice Movie: Liplock                  | Nomination | [ 7 ]  |
| 2010 | La Dernière Chanson     | Choice Movie: Hissy Fit                | Lauréat    | [ 7 ]  |
| 2010 | elle-même et Max Azria  | Choice Fashion: Celebrity Fashion Line | Lauréat    | [ 7 ]  |
| 2010 | elle-même               | Choice Red Carpet Fashion Icon: Female | Nomination | [ 7 ]  |
| 2010 | Smilers                 | Choice Other: Fanatic Fans             | Nomination | [ 7 ]  |
| 2010 | elle-même               | Choice Music: Female Artist            | Nomination | [ 7 ]  |
| 2010 | When I Look at You      | Choice Music: Love Song                | Lauréat    | [ 7 ]  |
| 2010 | Can't Be Tamed          | Choice Music: Single                   | Nomination | [ 7 ]  |
| 2010 | elle-même               | Choice Summer: Music Star - Female     | Nomination | [ 7 ]  |
| 2011 | Hannah Montana          | Choice TV Actress: Comedy              | Nomination | [ 7 ]  |
| 2011 | elle-même               | Choice Red Carpet Icon: Female         | Nomination | [ 7 ]  |
| 2012 | elle-même               | Female Hottie                          | Lauréat    | [ 7 ]  |
| 2012 | elle-même               | Twit                                   | Nomination | [ 7 ]  |
| 2012 | elle-même               | Fashion Icon Female                    | Nomination | [ 7 ]  |
| 2012 | LOL USA                 | Actress Romance                        | Nomination | [ 7 ]  |
| 2013 | elle-même               | Female Hottie                          | Nomination | [ 7 ]  |
| 2013 | elle-même               | Choice Style Icon                      | Lauréat    | [ 7 ]  |
| 2013 | elle-même               | Choice Summer: Music Star - Female     | Nomination | [ 7 ]  |
| 2013 | elle-même               | Candie's Fashion Trendsetter           | Lauréat    | [ 7 ]  |
| 2013 | We Can't Stop           | Choice Single: Female Artist           | Nomination | [ 7 ]  |
| 2013 | We Can't Stop           | Choice Summer: Song                    | Lauréat    | [ 7 ]  |
| 2013 | Two and a Half Men      | Scene Stealer: Female                  | Lauréat    | [ 7 ]  |
| 2014 | elle-même               | Choice Female Artist                   | Nomination | [ 37 ] |
| 2014 | elle-même               | Choice Instagrammer                    | Lauréat    | [ 37 ] |

## World Music Awards
| Année | Nomination    | Prix                       | Résultat   | Réf.   |
| ----- | ------------- | -------------------------- | ---------- | ------ |
| 2014  | 23            | Meilleure chanson du monde | Nomination | [ 38 ] |
| 2014  | Adore You     | Meilleure chanson du monde | Nomination | [ 38 ] |
| 2014  | Fall Down     | Meilleure chanson du monde | Nomination | [ 38 ] |
| 2014  | We Can't Stop | Meilleure chanson du monde | Nomination | [ 38 ] |
| 2014  | Wrecking Ball | Meilleure chanson du monde | Nomination | [ 38 ] |
| 2014  | Bangerz       | Meilleur album du monde    | Nomination | [ 38 ] |
| 2014  | 23            | Meilleur clip du monde     | Nomination | [ 38 ] |
| 2014  | Adore You     | Meilleur clip du monde     | Nomination | [ 38 ] |
| 2014  | Fall Down     | Meilleur clip du monde     | Nomination | [ 38 ] |
| 2014  | We Can't Stop | Meilleur clip du monde     | Nomination | [ 38 ] |

## YouTube Music Awards
| Année | Nomination    | Prix            | Résultat   | Réf.   |
| ----- | ------------- | --------------- | ---------- | ------ |
| 2013  | We Can't Stop | Clip de l'année | Nomination | [ 39 ] |

## Young Artist Awards
| Année | Nomination              | Prix                                                     | Résultat   | Réf.   |
| ----- | ----------------------- | -------------------------------------------------------- | ---------- | ------ |
| 2008  | Hannah Montana          | Meilleure performance d'une jeune actrice dans une série | Lauréat    | [ 40 ] |
| 2008  | équipe d'Hannah Montana | Meilleure performance d'une équipe pour une série        | Nomination | [ 40 ] |
| 2009  | Hannah Montana          | Meilleure performance d'une jeune actrice dans une série | Nomination | [ 41 ] |
| 2010  | Hannah Montana          | Meilleure performance d'une jeune actrice dans une série | Nomination | [ 42 ] |